# 길티 악마와 계약한 여자
《길티 악마와 계약한 여자》(일본어: ギルティ 悪魔と契約した女 ギルティ あくまとけいやくしたおんな[*])는 칸사이 TV와 쿄도 TV 제작에 의해, 후지 TV 계열에서 2010년 10월 12일부터 12월 21일까지 방송된 텔레비전 드라마이다.

## 개요
캐치프레이즈는, 〈2010년 10월 12일, 복수 개시.〉 〈파멸에, 어서 오세요.〉.

## 캐스트

### 주인공
노가미 메이코 (33) - 칸노 미호
본작의 주인공.

### 경시청 수사 1과
마시마 타쿠로 (32) - 타마키 히로시
또 한명의 주인공. 제1강행범 수사계 캐리어조 형사 (계급:경시).
에노모토 마리 (32) - 키치세 미치코
제1강행범 수사계 형사 (계급:경부보)로, 마시마의 전 연인.
카도쿠라 료 (32) - RIKIYA
제1강행범 수사계 형사.
미와 슈헤이 (53) - 모로 모로오카
관리관.
후지이 마사루 - 나가에 유키
제1강행범 수사계 형사.
타카베 - 오오시타 겐이치로
제1강행범 수사계 형사.

### 펫 살롱

#### 스태프
오사나이 코토미 (42) - 요코야마 메구미
오너.
야베 아야노 (29) - 타키자와 사오리
트리머.

#### 펫
앤
견종은 잭 러셀 테리어.
레옹
견종은 로트바일러.

### 용의자

#### 메이코의 복수 상대
우키타 하지메 (52) - 요시다 코타로
경시청 수사 1과 이사관 (계급:경시).
키타무라 요시카즈 - 하마다 아키라 (제1 ~ 7화)
오요칸 학원 고등학교 전 이사장.
스가누마 토시야 - 나미오카 카즈키 (제1 ~ 7화)
토토 츄오 은행원. 오요칸 학원 고등학교 졸업생.
마츠나가 세이치 - 이시마루 켄지로 (제2 ~ 7화)
변호사.
카나야 후미노리 - 야마자키 유타 (제4 ~ 7화)
IT 회사 〈사이버 로드〉 사장. 오요칸 학원 고등학교 졸업생.
미사와 준 - 카시와바라 슈지 (제9 ~ 최종화)
민자당 대의사 미사와 고의 아들로, 사설 비서를 맡고 있다.
미사와 고 - 츠카야마 마사네 (제10 ~ 최종화)
준의 아버지로, 법무 부대신. 민자당의 차기 대표 후보.

#### 마시마의 복수 상대
미조구치 타케루 - 카나이 유타 (제1 ~ 2·6 ~ 8화)
묻지마 살인사건의 용의자.

### 메이코의 가족
노가미 치즈 (65) - 이와모토 마스요 (제1 ~ 4·7 ~ 8·최종화)
메이코의 어머니.
카와사키 사요코 - 콘노 마히루 (제4·8화)
메이코의 언니.
카와사키 쇼 - 카베 아몬 (제2·4화)
사요코의 아들.
카와사키 준 - 츠카하라 다이스케 (제2·4화)
사요코의 남편.

### 그 외
츠루미 마사토 (27) - 미카미 켄세이
바텐더.
도지마 키이치 (47) - 카라사와 토시아키
저널리스트.

## 스태프
- 원안 - 아이자와 토모코
- 각본 - 오오쿠보 토모미, 히라노 유키
- 음악 - 스미토모 노리히토
- 주제가 - JUJU 〈이 밤을 멈춰줘요〉 (소니 뮤직 어소시에이티드 레코즈)
- 연출 - 코바야시 요시노리, 우에다 야스시, 시라키 케이치로
- 제작 저작 - 쿄도 TV
- 제작 - 칸사이 TV

## 방송 일자
| 각 화                                                       | 방송일           | 부제                         | 각본                        | 연출              | 시청률 |
| ----------------------------------------------------------- | ---------------- | ---------------------------- | --------------------------- | ----------------- | ------ |
| 제1화                                                       | 2010년 10월 12일 | 복수의 막이 열리다!          | 오오쿠보 토모미 히라노 유키 | 코바야시 요시노리 | 15.4%  |
| 제2화                                                       | 10월 19일        | 복수의 귀신·사랑을 버리다    | 오오쿠보 토모미 히라노 유키 | 코바야시 요시노리 | 12.6%  |
| 제3화                                                       | 10월 26일        | 몰아넣다·악덕 변호사         | 오오쿠보 토모미             | 우에다 야스시     | 10.8%  |
| 제4화                                                       | 11월 2일         | 나를죄에 빠뜨린 놈들         | 오오쿠보 토모미             | 코바야시 요시노리 | 14.7%  |
| 제5화                                                       | 11월 9일         | 진범인에게 천벌 내리다!      | 오오쿠보 토모미             | 우에다 야스시     | 11.3%  |
| 제6화                                                       | 11월 16일        | 사랑과 사랑…충격의 대결      | 오오쿠보 토모미             | 시라키 케이치로   | 11.3%  |
| 제7화                                                       | 11월 23일        | 풀리는 수수께끼, 새로운 적에 | 오오쿠보 토모미             | 코바야시 요시노리 | 13.3%  |
| 제8화                                                       | 11월 30일        | 사랑의 고백, 나는 살인자     | 오오쿠보 토모미             | 우에다 야스시     | 10.8%  |
| 제9화                                                       | 12월 7일         | 여자의 집념·흑막 파헤치다!   | 오오쿠보 토모미             | 코바야시 요시노리 | 10.9%  |
| 제10화                                                      | 12월 14일        | 마침내 등장·흑막의 본 모습   | 오오쿠보 토모미             | 시라키 케이치로   | 12.1%  |
| 최종화                                                      | 12월 21일        | 영원히 사랑해…               | 오오쿠보 토모미             | 코바야시 요시노리 | 12.0%  |
| 평균 시청률 12.3% (시청률은 칸토 지구·비디오 리서치사 조사) |                  |                              |                             |                   |        |